# Jönköping Spartans 2022
Questa voce raccoglie le informazioni riguardanti gli Jönköping Spartans nelle competizioni ufficiali della stagione 2022.

## Maschile

### Roster
| Roster degli Jönköping Spartans (2022) |
| --- |
| Quarterback - Hugo Larsson Running Back Wide Receiver - Viktor Persson Offensive Linemen - 62 Alexander Karlsson - 72 Mathias Frodin Defensive Linemen - 25 Hjalmar Ekebäck - 47 Emil Mrdjenovic - 71 Erik Jonsson - 95 Robin Unegård - 97 Anton Johansson - Marcus Byström Linebacker Defensive Back Special Team , * Andreas Lyckdal - George Edison Anderson - Linnéa Lackmar - Rasmus Elfgaard - Viktor Sandhu nella squadra d'allenamento Coaching staff Mikael Johansson (HC) |

### Division 2 2022

#### Stagione regolare
| Jönköping 24 aprile 2022, ore 14:00 1ª giornata | Jönköping Spartans | - – - () referto | Vadstena Blackhawks | Rosenlund IP Plan 2 |

| Borås 8 maggio 2022, ore 15:00 2ª giornata | Lidköping Lakers | 1 – 0 (a tavolino) referto | Jönköping Spartans | Sjöbovallen |

| Karlstad 11 giugno 2022, ore 14:00 3ª giornata | Carlstad Crusaders B | 1 – 0 (a tavolino) referto | Jönköping Spartans | Sannafältet Sportcenter |

| Jönköping 21 agosto 2022, ore 14:00 5ª giornata | Jönköping Spartans | 0 – 1 (a tavolino) referto | Carlstad Crusaders B | Rosenlund IP |

| 24 settembre 2022 8ª giornata | Jönköping Spartans | 0 – 1 (a tavolino) | Lidköping Lakers |  |

### Statistiche di squadra
| Competizione | %Vittorie | In casa | In casa | In casa | In casa | In casa | In casa | In trasferta | In trasferta | In trasferta | In trasferta | In trasferta | In trasferta | Totale | Totale | Totale | Totale | Totale | Totale |
| Competizione | %Vittorie | G       | V       | N       | P       | Pf      | Ps      | G            | V            | N            | P            | Pf           | Ps           | G      | V      | N      | P      | Pf     | Ps     |
| ------------ | --------- | ------- | ------- | ------- | ------- | ------- | ------- | ------------ | ------------ | ------------ | ------------ | ------------ | ------------ | ------ | ------ | ------ | ------ | ------ | ------ |
| Campionato   | .000      | 2       | 0       | 0       | 2       | 0       | 2       | 2            | 0            | 0            | 2            | 0            | 2            | 4      | 0      | 0      | 4      | 0      | 4      |
| Totale       | .000      | 2       | 0       | 0       | 2       | 0       | 2       | 2            | 0            | 0            | 2            | 0            | 2            | 4      | 0      | 0      | 4      | 0      | 4      |